# Polygonum rurivagum
Polygonum rurivagum — вид рослин з родини гречкові (Polygonaceae), поширений у Європі, Північній Африці.

## Опис
Рослина зелена. Стебла 1–10, від повзучого до висхідного, розгалужені в більшості вузлів, 10–40 см. Листя: піхва (6)8–12 мм; черешок 0.3–2 мм; пластина зелена, бічні жилки сильно піднімаються поперечно, від вузько еліптичної до лінійно-ланцетної форми, (10)15–27(30) × 0.5–4.8(8) мм, у (4.5)5–15(19) раз більші в довжину ніж ушир, вершина гостра. 
Суцвіття 1–3-квіткові. Квітоніжки 1.5–3 мм. Квітки: оцвітина 2.2–3.1 мм, в 1.6-2.6 раз більші в довжину ніж ушир, трубка 26–40(42)% довжини оцвітини; листочки оцвітини частіше не перекриваються, зелені з рожевими або червоними полями; тичинок 7–8. Горішки, як правило, витягуються з оцвітини, чорнувато-коричневі, яйцюваті, 2.1–2.6(3) мм, пізньосезонні горішки рідкісні, 2.5–4 мм. 2n = 60.

## Поширення
Поширений у Європі, зх. Північній Африці; інтродукований в США й сх. Канаду.